# Звонимир Солдо
Звонимир Солдо (на хърватски: Zvonimir Soldo) е бивш хърватски футболист. Роден на 2 ноември 1967 г. в Загреб. От 1997 до 2006 г. играе в немския отбор ФФБ Щутгарт, за който има над 300 мача.